# Gunpo
Gunpo (en coreano: 군포시; romanización revisada: Gunposi; pronúnciese: Kunpo) es una ciudad en la provincia de Gyeonggi al norte de la república de Corea del Sur. Está ubicada a unos 30 km al sur de Seúl, su área es de 36,352 km² y su población total es de 280.000 (2010).
La línea uno del metro que une a Seúl con Cheonan pasa por esta región.

## Organización territorial
La ciudad de Gunpo se divide en 11 dongs (distritos):
- Gunpo 1 dong  (군포1동)
- Gunpo 2 dong (군포2동)
- Sanbon 1 dong (산본1동)
- Gunpo 2 dong (산본2동)
- Sulidong (수리동).
- Gungnaedong (궁내동)
- Gwangjeongdong (광정동)
- Geumjeongdong (금정동)
- Jaegungdong (재궁동)
- Ogeumdong (오금동)
- Daeyamidong (대야미동)

## Ciudades hermanadas
- Belleville, Ontario, Canadá.